# اذبابحة
اذبابحة هي قرية جزائرية تابعة لبلدية عين أرنات  الكائنة بدائرة عين أرنات، بولاية سطيف الجزائرية